# Dicranomyia (Dicranomyia) gibbera
Dicranomyia (Dicranomyia) gibbera is een tweevleugelige uit de familie steltmuggen (Limoniidae). De soort komt voor in het Neotropisch gebied.